# مسجد تاينان
مسجد تاينان (بالصينية: 台南清真寺 ) هو مسجد في منطقة شرق تاينان في تايوان، المسجد هو المسجد السادس الذي تم بناؤه في تايوان .

## التاريخ
قبل إنشاء المسجد كان المسلمون في جميع أنحاء تاينان يظطرون إلى السفر إلى كاوشيونغ لأية أنشطة دينية في مسجد كاوشيونغ، وقد تبرع بالأرض وانغ هويهوان، في البداية أعطيت ملكية الأراض إلى مسجد تايبيه الكبير، ولكن بعد ذلك تم نقل ملكية الأرض إلى مسجد كاوشيونغ والذي تمكنت ادارته من بناء مسجد تاينان، في نهاية عام 1983 جمعت الأموال لبناء المسجد، وبدأت عملية البناء بقيادة باي يوكي رئيس مجلس إدارة مسجد كاوشيونغ، واستمر جمع الأموال لأكثر من 10 عاما، وأعيد البدأ في تشييد مبنى المسجد في عام 1993، وقد تم الانتهاء من البناء في سبتمبر من عام 1996 .

## العمارة
تم تصميم مسجد تاينان بواسطة يان مينغوانغ وهو خريج جامعة تشينغ كونغ الوطنية، المسجد يبدو مثل مبنى سكني عادي تماما على عكس المساجد التقليدية، ويتكون المبنى من أربعة طوابق، التي هي مكرسة كمحال تجارية، بالإضافة لغرفة اجتماعات وقاعات الوضوء للرجال والنساء وقاعة الصلاة الرئيسية والمكاتب .

## وسائل النقل
مسجد تاينان يمكن الوصول إليها من جنوب شرق محطة تاينان التابعة لإدارة السكك الحديدية في تايوان .